# オヨネコぶーにゃん
『オヨネコぶーにゃん』は、市川みさこのギャグ漫画作品。テレビアニメ化された。

## 漫画版
1973年から『週刊少女コミック』（小学館）に連載。
当初（1973年 - 1984年））の題名は『しあわせさん』であったが、アニメ化を機にタイトルを変更した（1984年変更、同年完結）。また連載開始当初は内容が大幅に異なっており、その後試行錯誤を繰り返した末に、黄色い猫の「オヨヨ」を主人公に据えたギャグ漫画へ転換された。
主人公の黄色い猫は、漫画版・アニメ版ともに当初は「オヨヨ」と呼ばれていたが、後半から「ぶーにゃん」と呼ばれるようになった。
単行本は、1976年から小学館のフラワーコミックスで9巻まで刊行された。そのうち6巻までの単行本は、当初『しあわせさん』として刊行されたが、こちらもカバーデザインとともにタイトルが変更されている。7巻以降は初版から『オヨネコぶーにゃん』として刊行された。2008年にブッキングより復刻版が刊行された。小学館から書籍・電子書籍として1巻 - 9巻が復刊されている。
また、テレビアニメ化に伴い『少女コミック』の姉妹誌である『ちゃお』にて、小道迷子の作画によるコミカライズ版が掲載された。
主役のオヨヨネコは、旧安田信託銀行の通帳キャラクターに採用されていたことがある。
2001年、パズル雑誌『ナンクロプレゼント』で『オヨヨ ―歳事記篇―』という4コマ漫画が連載され、こちらは全1巻が刊行された。

## テレビアニメ版

### 放送期間
テレビ朝日系列で放送。全93話（31回）。1話×3本のオムニバス形式。
- 1984年4月3日 - 10月23日（毎週火曜日 19:00 - 19:30）、
- 1985年3月5日 - 3月19日まで（毎週火曜日 19:30 - 20:00）

### 内容
風変わりな黄色い猫・オヨヨと、ゆでた家の長女たまご、たまごの友人たちが毎回騒動を起こすギャグ作品。放送前に声優の異なるパイロットフィルムが制作され、大地丙太郎が撮影監督で参加していた。

### キャラクター
オヨヨネコ（ぶーにゃん）
声 - 神谷明（パイロット版 - 八奈見乗児）
ゆでた家に突然押しかけた、黄色い毛皮の太った猫。その風貌はとても猫には見えない。太ってることもあり豚と誤解されてしまうことが多く、雌豚に惚れられたこともある。人と会話できるほど賢いが、性格は図々しく怠惰で意地汚い。繊細でナルシストな面もあり、自分ではかなりイケてる方だと思っている。猫なのに雑食で、サツマイモが異常なほど好物で、サツマイモを巡り大騒動を引き起こすこともしばしばある。ひなぎくと雌猫のアレレが気になっている。顔の幅は30cm、足サイズは5cmである。
ゆでた たまご
声 - 川島千代子
オヨヨの飼い主。普通の小学生の女の子。がさつで調子のいい性格。時にぶーにゃんに対しひどいしうちをすることも多い。いわゆる裏表のある性格。そういうときは顔の表情がきまって可愛らしい顔からいかつい顔に豹変する。弟のうずらを泣かす天才（？）。スポーツは万能で力も強いが学校での成績は良くない。いつもオヨヨと喧嘩が絶えないが、決して仲が悪いというわけではなく、オヨヨが居なくなったり病気にかかると密かに心配している。意地っ張り屋だが本当はぶーにゃんを家族同様に思っており根は優しくぶーにゃんがいないとたえられないほどの寂しがり屋。
ゆでた うずら
声 - 横沢啓子
たまごの弟。姉と違い大人しく、たまごとオヨヨの喧嘩に巻き込まれて（たいていとばっちり）はいつも泣いている。特にオヨヨから殴られたりした後は「地獄じゃ〜！」と叫びながら泣き出すが、オヨヨを遊びに誘ったり心配することも多い。頭の毛が無いことを悩んでいる。時々は姉同様の調子のよさも見せる。
ママ
声 - 杉山佳寿子
たまごとうずらの母親で、ごく普通の専業主婦。普段はオヨヨにも誰にでも優しい。オヨヨとたまごの喧嘩にいつも頭を抱えているが、開き直ってキレたりすると暴走することも稀にある。新婚旅行は宮崎に行っている。
ゆでた きみお
声 - キートン山田
たまごとうずらの父親で、優しいパパ。ごく普通のサラリーマン。呑気そうだが時々トゲのある発言をする。いわゆる裏で家族を支えるタイプのオヨヨにも優しいパパである。
雪山 モンブラン
声 - 水島裕
たまごが憧れている同級生。成績優秀でプライドが高い反面、結構怖がりな面も。発明好きだが、大抵は失敗している。
花野 ひなぎく
声 - 篠原さなえ
たまごの同級生。お金持ちで美人だが、結構気が強い。たまごとはモンブランを巡り恋敵でライバルでもある。オヨヨにセクハラまがいのことをされることも。
栗小路 まろん
声 - 山田栄子
貴族出身でおっとりした性格だが、一人では何も出来ない。自分のことを「まろ」と言う。
黒子
声 - 田の中勇
まろんの付き人兼ボディガードの忍者。黒子の名の通り全身黒タイツの容姿。部下に忍者ネコ集団を時々引き連れている。
大判焼 ウマ夫
声 - 野島昭生
たまごが通う学校の担任。オヨヨの正体を知らず普通の猫だと思い込んでいる。またつるっぱげでカツラを愛用している。学期末には成績の悪い生徒に通信簿を渡すのが楽しみという教職員として致命的な悪趣味な面もある。
アレレ
声 - 吉田理保子
ゆでた家の近所に住むシャムネコの様な雌猫。オヨヨが片思いしているが、れっきとしたボーイフレンドの雄猫がいる。近所のヤンキーにも懐いている。体型が猫に見えないオヨヨの事をかなり嫌がっており完全に相手にしていない。
レモンティー
声 - 神山卓三
モンブランが飼っているオールド・イングリッシュ・シープドッグのような愛犬。当初はオヨヨの事を仲間だと思い込み大好きであったが、猫と知るとオヨヨに対して攻撃的になった。
チューパー（しっぽきれネズミ）
声 - 田中真弓
ゆでた家に住むネズミ。モンブランに尻尾を踏まれ、いつも尻尾に包帯を巻いている。オヨヨをからかったり、ゆでた家の住人の醜態を影であざ笑う。

### スタッフ
- 原作：市川みさこ
- 作画監督：鈴木信一
- 美術設定：川本征平
- 美術監督：長房紳一
- 撮影監督：高橋明彦
- 録音監督：浦上靖夫
- 音楽：渡辺岳夫
- プロデューサー：碓氷夕焼（テレビ朝日）、佐久間晴夫（シンエイ動画）
- 演出（監督と同義）：葛岡博
- 総監督：笹川ひろし
- 色指定：野中幸子
- 特殊効果：土井通明
- 編集：井上和夫
- シリーズ構成：金子裕
- 文芸：滝原弥生
- 演出助手：塚田庄英、前園文夫
- 効果：松田昭彦（フィズサウンドクリエイション）
- 整音：中戸川次男
- スタジオ：APUスタジオ
- 録音制作：オーディオプランニングユー
- 現像：東京現像所
- 代理店：電通[注釈 1]（担当プロデューサー：大橋益之助）
- 制作：テレビ朝日、シンエイ動画

### 主題歌
オープニングテーマ
「オヨネコぶーにゃん」（第1期）
作詞：伊藤アキラ / 作曲：渡辺岳夫 / 編曲：高田弘 / 歌：川島千代子、神谷明
「オヨヨナイトフィーバー」（第2期）
作詞：市川みさこ / 作曲：渡辺岳夫 / 編曲：いちひさし / 歌：神谷明、こおろぎ'73
エンディングテーマ
「ネコは言いたい」
作詞：伊藤アキラ / 作曲：渡辺岳夫 / 編曲：高田弘 / 歌：武内宏

### 各話リスト
| 第1期 | 第1期         | 第1期                          | 第1期        | 第1期        | 第1期        |
| 回    | 初回放送日    | サブタイトル                   | 脚本         | 絵コンテ     | 演出         |
| ----- | ------------- | ------------------------------ | ------------ | ------------ | ------------ |
| 1     | 1984年 4月3日 | 豚!? 猫!? 怪獣!?               | 金子裕       | クニトシロウ | 増田光昭     |
| 1     | 1984年 4月3日 | これでもペット                 | 園田英樹     | 木暮輝夫     | 吉田健次郎   |
| 1     | 1984年 4月3日 | 学校よいとこ?                  | 伊東恒久     | やすみ哲夫   | やすみ哲夫   |
| 2     | 4月10日       | 追い出し作戦                   | 高屋敷英夫   | 増田光昭     | 増田光昭     |
| 2     | 4月10日       | ネズミの襲撃                   | 朝倉千筆     | 野田作樹     | 野田作樹     |
| 2     | 4月10日       | ネコたるものいかにあるべきか   | 朝倉千筆     | 吉田健次郎   | 吉田健次郎   |
| 3     | 4月17日       | 作文わたしのペット             | 浦沢義雄     | 望月敬一郎   | 高須賀勝己   |
| 3     | 4月17日       | おさつよいもになれ             | 伊東恒久     | やすみ哲夫   | やすみ哲夫   |
| 3     | 4月17日       | ライバルひなぎく               | 高屋敷英夫   | 森脇真琴     | 塚田庄英     |
| 4     | 4月24日       | ミケネコに変身                 | 園田英樹     | 吉田健次郎   | 吉田健次郎   |
| 4     | 4月24日       | どこにもいかないで             | 浦沢義雄     | 秦泉寺博     | 増田光昭     |
| 4     | 4月24日       | 眠りたい眠れない               | 浦沢義雄     | やすみ哲夫   | やすみ哲夫   |
| 5     | 5月1日        | 食べろ鯉のぼり                 | 朝倉千筆     | 西山祐次     | 西山祐次     |
| 5     | 5月1日        | かわゆく変身                   | 朝倉千筆     | 石井文子     | 石井文子     |
| 5     | 5月1日        | おいもよさらば                 | 朝倉千筆     | 木暮輝夫     | 吉田健次郎   |
| 6     | 5月8日        | ネコずもう                     | 高屋敷英夫   | 高須賀勝己   | 高須賀勝己   |
| 6     | 5月8日        | バナナで始まった               | 園田英樹     | クニトシロウ | 増田光昭     |
| 6     | 5月8日        | ネコっかぶり!?                 | 伊東恒久     | 吉田健次郎   | 吉田健次郎   |
| 7     | 5月15日       | そろそろお年頃                 | 金子裕       | 吉田健次郎   | 吉田健次郎   |
| 7     | 5月15日       | 金魚を守れ!                    | 高屋敷英夫   | 塚田庄英     | 塚田庄英     |
| 7     | 5月15日       | ママは強かった                 | 朝倉千筆     | 野田作樹     | 野田作樹     |
| 8     | 5月22日       | お見舞は命がけ                 | 高屋敷英夫   | やすみ哲夫   | やすみ哲夫   |
| 8     | 5月22日       | 捨てネコぶりっ子               | 浦沢義雄     | 西牧秀夫     | 西山祐次     |
| 8     | 5月22日       | 化け猫志願                     | 朝倉千筆     | 森脇真琴     | 塚田庄英     |
| 9     | 5月29日       | 怒れチューバー                 | 朝倉千筆     | 木暮輝夫     | 吉田健次郎   |
| 9     | 5月29日       | 塾なんて真っ平                 | 朝倉千筆     | 宍倉敏       | 西山祐次     |
| 9     | 5月29日       | かわいい者勝ち!                | 中弘子       | 遠藤克己     | 吉田健次郎   |
| 10    | 6月5日        | アクマいらっしゃい             | 浦沢義雄     | 吉田健次郎   | 吉田健次郎   |
| 10    | 6月5日        | モテモテうずら                 | 伊東恒久     | やすみ哲夫   | やすみ哲夫   |
| 10    | 6月5日        | 不良はもてる?                  | 浦沢義雄     | 石井文子     | 石井文子     |
| 11    | 6月12日       | おつかいは命がけ               | 伊東恒久     | 増田光昭     | 増田光昭     |
| 11    | 6月12日       | 黒子さんは天敵?!               | 金子裕       | 佐々木正芳   | 佐々木正芳   |
| 11    | 6月12日       | うずらの秘（まるひ）アルバム   | 金子裕       | 前園文夫     | 前園文夫     |
| 12    | 6月19日       | キケンなお年頃?!               | 中弘子       | やすみ哲夫   | やすみ哲夫   |
| 12    | 6月19日       | その席ゆずれ!                  | 園田英樹     | おおたぬう   | 西山祐次     |
| 12    | 6月19日       | 地震こわ〜い                   | 伊東恒久     | 石井文子     | 石井文子     |
| 13    | 6月26日       | ただいまバイト中               | 丸尾みほ     | 塚田庄英     | 塚田庄英     |
| 13    | 6月26日       | ササの葉サラサラ               | 金子裕       | 増田光昭     | 増田光昭     |
| 13    | 6月26日       | ぬいぐるみ物語                 | 中弘子       | 木暮輝夫     | 吉田健次郎   |
| 14    | 7月10日       | 俺、かぐやネコ?                | 中弘子       | 吉田健次郎   | 吉田健次郎   |
| 14    | 7月10日       | プールで初泳ぎ                 | 高屋敷英夫   | 野田作樹     | 野田作樹     |
| 14    | 7月10日       | まかせろ! 美人になる方法       | 内田幸子     | 前園文夫     | 前園文夫     |
| 15    | 7月17日       | たまごに変身!?                 | 中弘子       | 吉田健次郎   | 吉田健次郎   |
| 15    | 7月17日       | サービスたっぷり 大人の学校    | そのだひでき | 岡嶋国敏     | 岡嶋国敏     |
| 15    | 7月17日       | 通知表を消せ!                  | 高屋敷英夫   | 西山祐次     | 西山祐次     |
| 16    | 7月24日       | 地獄よいとこ                   | 伊東恒久     | 森脇真琴     | 森脇真琴     |
| 16    | 7月24日       | 恐怖! スイカ割り大会           | 高屋敷英夫   | 遠藤克己     | 吉田健次郎   |
| 16    | 7月24日       | 俺たちスーパー合唱団           | 伊東恒久     | 石井文子     | 石井文子     |
| 17    | 7月31日       | ユーレイちゃんこんばんは       | 伊東恒久     | 西牧秀夫     | 西山祐次     |
| 17    | 7月31日       | ザンゲ、ザンゲ、またザンゲ     | 丸尾みほ     | 塚田庄英     | 塚田庄英     |
| 17    | 7月31日       | ウィーッ! 海は天国じゃい       | 伊東恒久     | やすみ哲夫   | やすみ哲夫   |
| 18    | 8月7日        | えっ! たまごがおしとやか?      | 朝倉千筆     | 吉田健次郎   | 吉田健次郎   |
| 18    | 8月7日        | 田舎が呼んでいる! イモいっぱい | 伊東恒久     | やすみ哲夫   | やすみ哲夫   |
| 18    | 8月7日        | クマに喰われちまえ!            | 朝倉千筆     | 遠藤克己     | 吉田健次郎   |
| 19    | 8月14日       | ジキル博士とオヨヨ氏?          | 朝倉千筆     | 塚田庄英     | 塚田庄英     |
| 19    | 8月14日       | ゆううつさん愛してくれい!      | 金子裕       | 森脇真琴     | 森脇真琴     |
| 19    | 8月14日       | 龍宮城へ行くのだ!              | そのだひでき | 前園文夫     | 前園文夫     |
| 20    | 8月21日       | ひとり寝ニャンホーム           | 金子裕       | やすみ哲夫   | やすみ哲夫   |
| 20    | 8月21日       | 臨海学校にもぐり込め!          | そのだひでき | クニトシロウ | クニトシロウ |
| 20    | 8月21日       | 大当り? 星占い                 | 高屋敷英夫   | 木暮輝夫     | 吉田健次郎   |
| 21    | 8月28日       | オロ!! まろんが 俺にほれた!?   | 金子裕       | 吉田健次郎   | 吉田健次郎   |
| 21    | 8月28日       | 走れオヨメロスじゃい           | 朝倉千筆     | 石井文子     | 石井文子     |
| 21    | 8月28日       | 牛にまたがりお馬のけいこ       | 朝倉千筆     | 石井文子     | 石井文子     |
| 22    | 9月4日        | ギョッ!! 地獄の訓練所          | 伊東恒久     | 岡嶋国敏     | 岡嶋国敏     |
| 22    | 9月4日        | おろろ!? 魔の卒業試験          | 伊東恒久     | 西山祐次     | 西山祐次     |
| 22    | 9月4日        | 見てくれ! オレの大変身         | 伊東恒久     | 西山祐次     | 西山祐次     |
| 23    | 9月11日       | 金のバットよこせ!!             | 中弘子       | 吉田健次郎   | 吉田健次郎   |
| 23    | 9月11日       | この負け方はナンダ!!           | 滝原弥生     | 森脇真琴     | 森脇真琴     |
| 23    | 9月11日       | インテリって何じゃい!?         | 浦沢義雄     | 増田光昭     | 増田光昭     |
| 24    | 9月18日       | イモのためならホーホケキョ     | 朝倉千筆     | 木暮輝夫     | 木暮輝夫     |
| 24    | 9月18日       | すれちがいは誰のせい?          | 丸尾みほ     | 森脇真琴     | 森脇真琴     |
| 24    | 9月18日       | お見合いをぶちこわせ!          | 金子裕       | やすみ哲夫   | やすみ哲夫   |
| 25    | 9月25日       | オレが嵐を呼んでやる!          | そのだひでき | 望月智充     | 望月智充     |
| 25    | 9月25日       | 俺は二枚目花ムコじゃい         | 内田幸子     | 吉田健次郎   | 吉田健次郎   |
| 25    | 9月25日       | 積木くずれっぱなし             | 浦沢義雄     | 笹川ひろし   | 塚田庄英     |
| 26    | 10月9日       | ひとの物は俺の物じゃい         | 浦沢義雄     | 塚田庄英     | 塚田庄英     |
| 26    | 10月9日       | 強い奴ほどよく太る             | 金子裕       | 野田拓実     | 西山祐次     |
| 26    | 10月9日       | キャビアにぞっこん!!           | 朝倉千筆     | 遠藤克己     | 吉田健次郎   |
| 27    | 10月22日      | 世界で一番面白い本             | 伊東恒久     | クニトシロウ | クニトシロウ |
| 27    | 10月22日      | 宅急便にご用心!                | 浦沢義雄     | 木暮輝夫     | 木暮輝夫     |
| 27    | 10月22日      | ネコと小判と大判焼先生         | 朝倉千筆     | 前園文夫     | 前園文夫     |
| 28    | 10月23日      | ウソ八百のピーナッツ           | 朝倉千筆     | 塚田庄英     | 塚田庄英     |
| 28    | 10月23日      | うらみのミックスジュース       | 金子裕       | 吉田健次郎   | 吉田健次郎   |
| 28    | 10月23日      | この愛ささげちゃう!            | 伊東恒久     | やすみ哲夫   | やすみ哲夫   |
| 第2期 |               |                                |              |              |              |
| 29    | 1985年 3月5日 | もうほとんどビョーキ           | 金子裕       | 西山祐次     | 西山祐次     |
| 29    | 1985年 3月5日 | 生きていかなきゃならないの     | 中弘子       | 石井文子     | 石井文子     |
| 29    | 1985年 3月5日 | お役に立ったが運のつき         | 朝倉千筆     | やすみ哲夫   | やすみ哲夫   |
| 30    | 3月12日       | 忍者は情無用                   | 伊東恒久     | 森脇真琴     | 森脇真琴     |
| 30    | 3月12日       | ネズミのおすもう アラサッサ    | 中弘子       | 木暮輝夫     | 吉田健次郎   |
| 30    | 3月12日       | ネコパンうまいぞ!?             | 朝倉千筆     | 石井文子     | 石井文子     |
| 31    | 3月19日       | スーパーヨン参上!              | 内田幸子     | 塚田庄英     | 塚田庄英     |
| 31    | 3月19日       | 前略ペンフレンドさま           | 朝倉千筆     | やすみ哲夫   | やすみ哲夫   |
| 31    | 3月19日       | 聞いてくれ最後の願い           | 丸尾みほ     | 吉田健次郎   | 吉田健次郎   |

### ネット局
- テレビ朝日：火曜19:00 - 19:30
- 朝日放送：火曜19:00 - 19:30
- 名古屋テレビ：火曜19:00 - 19:30
- 北海道テレビ放送：火曜19:00 - 19:30
- 東日本放送：火曜19:00 - 19:30
- 山形放送：火曜19:00 - 19:30
- 福島放送：火曜19:00 - 19:30
- 静岡けんみんテレビ：火曜19:00 - 19:30
- テレビ信州：火曜19:00 - 19:30
- 新潟テレビ21：火曜19:00 - 19:30
- 広島ホームテレビ：火曜19:00 - 19:30
- 瀬戸内海放送：火曜19:00 - 19:30
- 九州朝日放送：火曜19:00 - 19:30
- 鹿児島放送：火曜19:00 - 19:30
- テレビ山梨：木曜17:20 - 17:50
- 南海放送：土曜7:15 - 7:45
- 長崎放送：日曜16:30 - 17:00
- テレビ大分：水曜17:30 - 18:00
- テレビ熊本：日曜17:30 - 18:00